# Mike Newell
Michael Cormac "Mike" Newell, född 28 mars 1942 i St Albans, Hertfordshire, är en brittisk regissör.

## Filmografi (i urval)
- 1992 – En förtrollad april
- 1992 – Hästen från havet
- 1994 – Fyra bröllop och en begravning
- 1997 – Donnie Brasco
- 2003 – Mona Lisas leende
- 2005 – Harry Potter och den flammande bägaren
- 2007 – Kärlek i kolerans tid
- 2010 – Prince of Persia: The Sands of Time
- 2012 – Great Expectations